# Nathan Bitumazala
Nathan Bitumazala (* 10. Dezember 2002 in Fontainebleau) ist ein französisch-kongolesischer Fußballspieler, der momentan bei der KAS Eupen in Belgien unter Vertrag steht.

## Karriere
Bitumazala begann seine fußballerische Ausbildung beim Savigny-le-Temple FC, wo er bis 2015 aktiv war. Anschließend spielte er sieben Jahre lang in der Jugendakademie von Paris Saint-Germain. In der Saison 2019/20 kam er für die U-19 in einem Youth-League-Spiel und zwei Coupe-Gambardella-Spielen zum Einsatz. Am 11. September 2021 bestritt er sein einziges Spiel für die Profimannschaft in der Ligue 1, als er gegen Clermont Foot zehn Minuten auf dem Feld stand. Durch dieses Spiel darf er sich als französischer Meister in der Saison 2021/22 bezeichnen. Anschließend wurde er aber nur noch in der Jugend- sowie der Reservemannschaft eingesetzt.
Im August 2022 wechselte er zum belgischen Erstdivisionär KAS Eupen, bei dem er einen Vertrag bis zum Ende der Saison 2025/26 unterschrieb. In seiner ersten Saison bestritt er 15 von 30 möglichen Ligaspielen sowie ein Pokalspiel für Eupen. Ab Mitte Februar 2023 wurde er, teilweise wegen einer Verletzung, bis zum Saisonende nicht mehr eingesetzt.
In der Saison 2023/24 kam er zu 8 Einsätzen in 36 möglichen Ligaspielen sowie in einem Pokalspiel. Die Saison endete mit dem Abstieg der KAS Eupen in die Division 1B.

## Erfolge
- Französischer Meister: 2021/22